# Daniel Sanders (pilote)
Pour les articles homonymes, voir Sanders.
Pas d'image ? Cliquez ici
Daniel Sanders, né le 30 août 1994 à Three Bridges dans l'État de Victoria, est un pilote de rallye-raid australien. Il finit quatrième du Rallye Dakar 2021 et confirme l'année suivante en remportant trois étapes sur cette même compétition.
Il remporte le Rallye Dakar 2025 en dominant le classement du début à la fin de la compétition et en remportant 5 étapes sur 12.

## Palmarès

### Résultats au Rallye Dakar
| Année | Catégorie | Marque  | Position  | Victoires d'étapes |
| ----- | --------- | ------- | --------- | ------------------ |
| 2021  | Moto      | KTM     | 4e        | -                  |
| 2022  | Moto      | Gas Gas | Abd.      | 3                  |
| 2023  | Moto      | Gas Gas | 4e        | 1                  |
| 2024  | Moto      | Gas Gas | 8e        | -                  |
| 2025  | Moto      | KTM     | Vainqueur | 5                  |